# Electric Fire
Electric Fire – czwarty solowy album studyjny perkusisty grupy Queen, Rogera Taylora, wydany w 1998 roku.

## Lista utworów
1. "Pressure On" (4:56)
2. "A Nation of Haircuts" (3:32)
3. "Believe in Yourself" (5:00)
4. "Surrender" (3:36)
5. "People on Streets" (4:11)
6. "The Whisperers" (Taylor, Nicolas Evans) (6:05)
7. "Is It Me?" (3:23)
8. "No More Fun" (4:13)
9. "Tonight" (3:44)
10. "Where Are You Now?" (4:48)
11. "Working Class Hero" (4:41) (cover Johna Lennona)
12. "London Town-C'mon Down" (7:13)

## Single
1. "Pressure On" (45. miejsce w Anglii)
2. "Surrender" (38. miejsce w Anglii)

## Skład nagrywający
- Roger Taylor - wokal, perkusja, instrumenty perkusyjne, keyboardy, gitary, gitara basowa
- Keith Prior - perkusja
- Steve Barnacle - gitara basowa
- Mike Crossley - keyboardy
- Jason Falloon - gitary, gitara basowa
- Matthew Exelby - gitary
- Jonathan Perkins - keyboardy, wokal
- Treana Moris - wokal